# منظمة الصناعات البحرية الإيرانية
منظمة الصناعات البحرية الإيرانية (MIO) (بالفارسية: سازمان صنایع دریایی) ، المعروفة سابقًا باسم مجموعة الصناعات البحرية (MIG) ، هي مجمع للصناعات الدفاعية تابع لوزارة الدفاع الإيرانية .   وهي المنتج الرئيسي للمعدات لكل من القوات البحرية الإيرانية ، والقوة البحرية التابعة للحرس الثوري الإسلامي الإيراني . 

## المصانع والمنشأت التابعة
المصانع والمنشأت التابعة لمنظمة الصناعات البحرية الإيرانية هم: 
| منظمة                         | موقع                |
| ----------------------------- | ------------------- |
| مركز التصميم والأبحاث البحرية | طهران               |
| شهيد جولائي للصناعات          | طهران               |
| شهيد درفيشي للصناعات          | بندر عباس ، هرمزكان |
| الشهيد تمجيدي للصناعات        | بندر انزلي ، جيلان  |
| الشهيد موسوي للصناعات         | خرمشهر ، خوزستان    |